# R-36
L'R-36 (in cirillico: ; nome in codice NATO: SS-9 Scarp), anche noto come 8K67, è stato un missile balistico intercontinentale di fabbricazione sovietica, sviluppato dall'OKB-586 negli anni sessanta ed entrato in servizio presso le Forze missilistiche strategiche sovietiche nel 1966.
Capace di percorrere distanze prossime ai 10.000 km fu realizzato in diverse versioni, tra cui una da impiego orbitale denominata R-36O (nome in codice NATO: FOBS) ed una denominata R-36R a testate multiple (MIRV).
Dismessi gli ultimi esemplari nel 1978, ormai obsoleti, venne sostituito con il più moderno R-36M.

## Storia

### Sviluppo
Lo sviluppo di un nuovo missile balistico intercontinentale per le forze armate sovietiche fu approvato dal governo il 16 aprile 1962. Il responsabile del progetto era l'OKB-586 (KB Yuzhnoye). La base per lo sviluppo furono le esperienze precedentemente condotte con l'SS-7 Saddler, tanto che il primo stadio risultò piuttosto simile. Il primo esemplare volò il 23 settembre 1963, ma l'intelligence occidentale venne a conoscenza del nuovo sistema d'arma solo in occasione di un lancio successivo, il 3 dicembre. Il 10 ottobre 1964, venne effettuato il primo volo della seconda versione. In generale, i primi test di volo erano condotti dal cosmodromo di Baikonur.
Mentre i test sulle prime due versioni base procedevano, il 12 gennaio 1965 il solito OKB-586 fu autorizzato a sviluppare una versione per impiego orbitale, in grado cioè di trasportare in orbita una testata nucleare per effettuare attacchi atomici di sorpresa e non contrastabili.
Le prime due versioni furono dichiarate operative nel 1966, ed il primo reggimento equipaggiato con queste armi fu posto in stato di allerta il 5 novembre dello stesso anno.
A partire dal 1967, fu sviluppata una versione a testate multiple (MRV), che volò per la prima volta il 23 agosto 1968. Il nuovo missile, designato R-36P, entrò in servizio a partire dal 1970.Lo sviluppo fu intrapreso a partire dal 1967, ed il primo volo fu effettuato il 23 agosto 1968. Il missile fu dichiarato operativo nel 1970. Le dimensioni erano le medesime della versione base, con un payload leggermente superiore (6.000 kg) ed una gittata compresa tra i 10.200 ed i 12.000 km. Tale versione era equipaggiata con tre testate nucleari MIRV, di potenza compresa tra i 2 ed i 3,5 megatoni. Il CEP era compreso tra i 1.340 ed i 1.970 metri.

## Impiego operativo
Il primo reggimento equipaggiato con uno Scarp fu messo in stato d'allerta il 5 novembre 1966. Le prime tre versioni entrarono in servizio nello stesso anno, mentre l'ultima a testate multiple a partire dal 1970. La produzione continuò fino al 1973, per un totale di 268 vettori.
Gli SS-9 furono schierati in silos singoli e piuttosto dispersi, profondi 41,5 metri e larghi 8,3. I silos erano posti nelle seguenti località:
- Aleysk
- Derzhavinsk
- Dombarovskiy
- Kartaly
- Uzhur
- Zhangiz Tobe

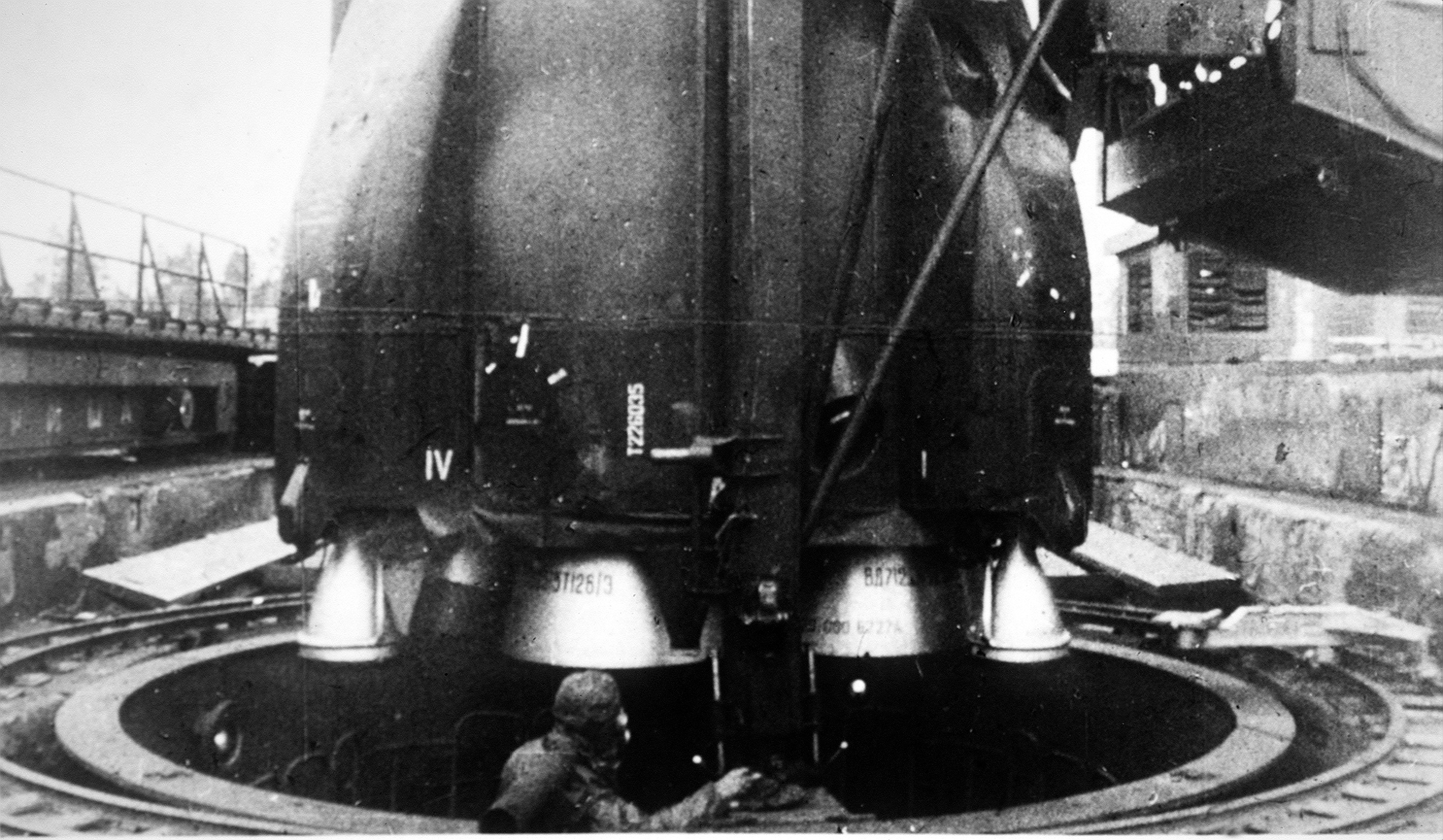
Ugelli di scarico di un SS-9

In generale, questi alloggiamenti erano corazzati in modo da resistere ad un'esplosione nucleare della potenza di un megatone. Questi missili furono tenuti in stato di costante allerta per tutta la durata del loro servizio, con un tempo di reazione compreso tra i tre ed i cinque minuti.
La vita operativa, inizialmente prevista in 5 anni, fu successivamente aumentata a 7 anni e mezzo.
Gli SS-9 furono la prima vera minaccia al sistema di ICBM statunitense. Infatti, si trattava di sistemi che, oltre ad essere piuttosto precisi, erano in grado di trasportare un carico bellico notevole su lunghe distanze. L'intelligence americana lo interpretò come un sistema per attaccare quello che all'epoca era considerato il “tallone d'Achille” del sistema missilistico schierato dagli Stati Uniti, ovvero gli LCC (Launch Control Center) dei Minuteman. Infatti, vi erano 100 LCC che controllavano circa 1.000 missili. Tale situazione di vulnerabilità perdurò fino al 1969.
Gli SS-9 Scarp vennero ritirati dal servizio nel 1978, e sostituiti dai più moderni e potenti SS-18 Satan (R-36M secondo la classificazione sovietica).

## Caratteristiche
L'R-36 era un sistema d'arma costituito da un missile a due stadi, lungo oltre 30 metri e pesante al lancio intorno alle 180 tonnellate. Vi sono leggere differenze tra le varie versioni, ma sistema propulsivo e sistema di guida erano i medesimi.
Il sistema propulsivo era stato curato dall'OKB-456, ed era costituito da due stadi.
- Primo stadio, lungo 18,9 metri, era un RD-251 con configurazione a tre motori principali e sei camere di combustione. In generale, era piuttosto simile a quello dell'SS-7 Saddler[2].
- Secondo stadio, lungo 9,4 metri, era un RD-252 con configurazione ad un motore principale e due camere di combustione[2].

Entrambi gli stadi erano a propellente liquido, con sistema di partenza “a caldo”.
Il sistema di guida era di tipo inerziale: un secondo sistema di controllo radio, inizialmente previsto, non fu mai montato sugli esemplari schierati.
Tutte le versioni dell'R-36 avevano un payload molto elevato, che andava dai 3.950 ai 6.000 kg (esclusa la versione orbitale). Questo li metteva potenzialmente in grado di imbarcare testate multiple, cosa che avvenne effettivamente sull'SS-9 Mod. 4. L'intelligence americana rimase divisa sull'effettiva natura delle testate imbarcate. Infatti, pare si trattasse di MRV, ma non è chiaro se avessero anche limitate possibilità di puntamento indipendente (e che quindi si trattasse di MIRV).
Per ulteriori dati tecnici, vedere le singole varianti.

## Versioni
- R-36 (Р-36; SS-9 Mod.1): versione entrata in servizio nel 1966 dotata di testata singola con resa compresa fra i 5 ed i 18 a seconda delle fonti.[2]
- R-36 (Р-36; SS-9 Mod.2): versione dalle dimensioni e carico utile inferiori ma gittata maggiore (15.000 km circa) e testata con resa compresa tra i 10 ed i 20 Mt a seconda delle fonti. Variante maggiormente costruita.
- R-36O (Р-36O; FOBS): versione da impiego orbitale (8K69), testata nel dicembre 1965 era in grado di inserire in orbita bassa una testata di potenza compresa tra 1 e 5 Mt.[2]
- R-36R (Р-36P; SS-9 Mod.4): versione MIRV, con 3 testate del peso complessivo di 6.000 kg e potenza fra i 2 ed i 3,5 Mt.

## Utilizzatori
Unione Sovietica
- Raketnye vojska strategičeskogo naznačenija - RVSN CCCP

In servizio dal 1966 al 1978